# Dolichovespula

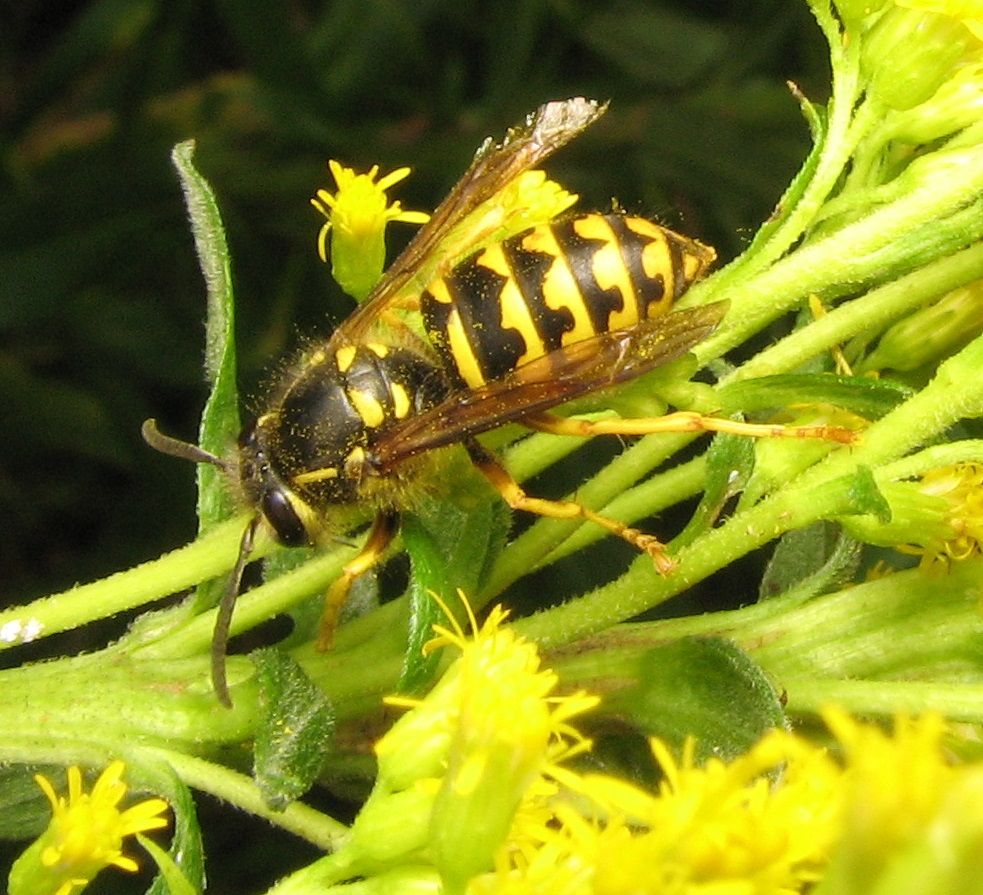
D. arenaria en Solidago

Dolichovespula es un pequeño género de avispas sociales de amplia distribución en el hemisferio norte, que cuenta con algo más de 20 especies. Los miembros del género de colores amarillo y negro reciben en Norteamérica el nombre común de "avispas chaqueta amarilla" junto con las avispas del género Vespula. Otros miembros de Dolichovespula son de color blanco y negro.
Un conjunto de rasgos distingue a Dolichovespula de Vespula, en especial el espacio óculo-malar, o sea el espacio entre el ojo y la mandíbula. Es más alargado en Dolichovespula ("dolikhos" quiere decir "largo" en griego).
Los nidos de Dolichovespula suelen ser aéreos, es decir construidos en arbustos, árboles o espacios elevados, mientras los de Vespula generalmente están bajo tierra.

## Dieta
A causa de su incapacidad para almacenar miel, las avispas son básicamente carnívoras. Las larvas se alimentan de multitud de insectos, arañas y artrópodos. Si bien estas avispas solo atacan presas vivas, se ha observado que otras especies similares de la subfamilia Vespinae aprovechan también cadáveres y alimentos humanos de origen animal (carne, pescado). Los adultos se alimentan sobre todo de néctar y frutas, aunque pueden malaxar las presas y alimentarse de sus jugos. Las larvas producen una secreción con la cual también se alimentan los adultos. Trofalaxis es un proceso común entre las avispas, mediante el cual un miembro le transfiere comida a otro miembro de boca a boca. Los miembros del nido anfitrión son los responsables de alimentar a las larvas de las tres especies "cuclillo", D. adulterina , D. arctica y D. omissa.

## Comportamiento

### Búsqueda de alimento
El proceso para procurarse alimento en Dolichovespula es una actividad principalmente visual, aunque determinados olores pueden desencadenar el ataque por parte de las avispas. Las obreras cazan en forma independiente, siendo incapaces de comunicar a otras obreras la ubicación de fuentes de alimento. Las obreras pueden comenzar a buscar alimento una hora antes de la salida del sol, y terminan una hora antes de la puesta del sol. La búsqueda de alimento es máxima al principio de la mañana, luego disminuye ligeramente y al atardecer vuelve a ser intensa. La búsqueda de alimento está en función de la intensidad de luz solar. Las obreras buscan comida en una zona que llega hasta 180-275 m de distancia del nido.

## Relación obreras - reina
En Dolichovespula existe una jerarquía social débil ente las reinas y las obreras. A menudo las reinas participan de actividades que normalmente solo realizan las obreras. Ello incluye malaxar las presas, cuidar los cierres de las celdas y participar en actividades destinadas a mantener el orden social del nido. En comparación con Vespula, ello es indicativo de un comportamiento más primitivo.

### Dominancia
La actividad de dominancia es un comportamiento propio de Dolichovespula mediante el cual un miembro de la colonia "mastica" a otro individuo, que permanece quieto durante el acto. Se ha pensado que este comportamiento de "maltrato" está asociado a una jerarquía y relación de dominancia, consistente en que el individuo dominante "maltrata" a los individuos inferiores y les exige que le den alimento. Esta teoría fue desafiada con posterioridad y requiere de investigaciones adicionales que validen la hipótesis original. También se ha observado que las obreras que resultan marcadas con un aroma extraño también son "maltratadas". En realidad se desconoce la razón exacta de este comportamiento.

### Comunicación larval
Para hacer saber que tienen hambre, las larvas hacen ruido rascando las paredes de sus celdas. Las reinas y obreras de Dolichovespula  también se comunican con las larvas. Cuando se posan sobre las celdas del panal, los adultos producen una vibración dorso-ventral con el abdomen. Una vez que una larva es alimentada la vibración finaliza.

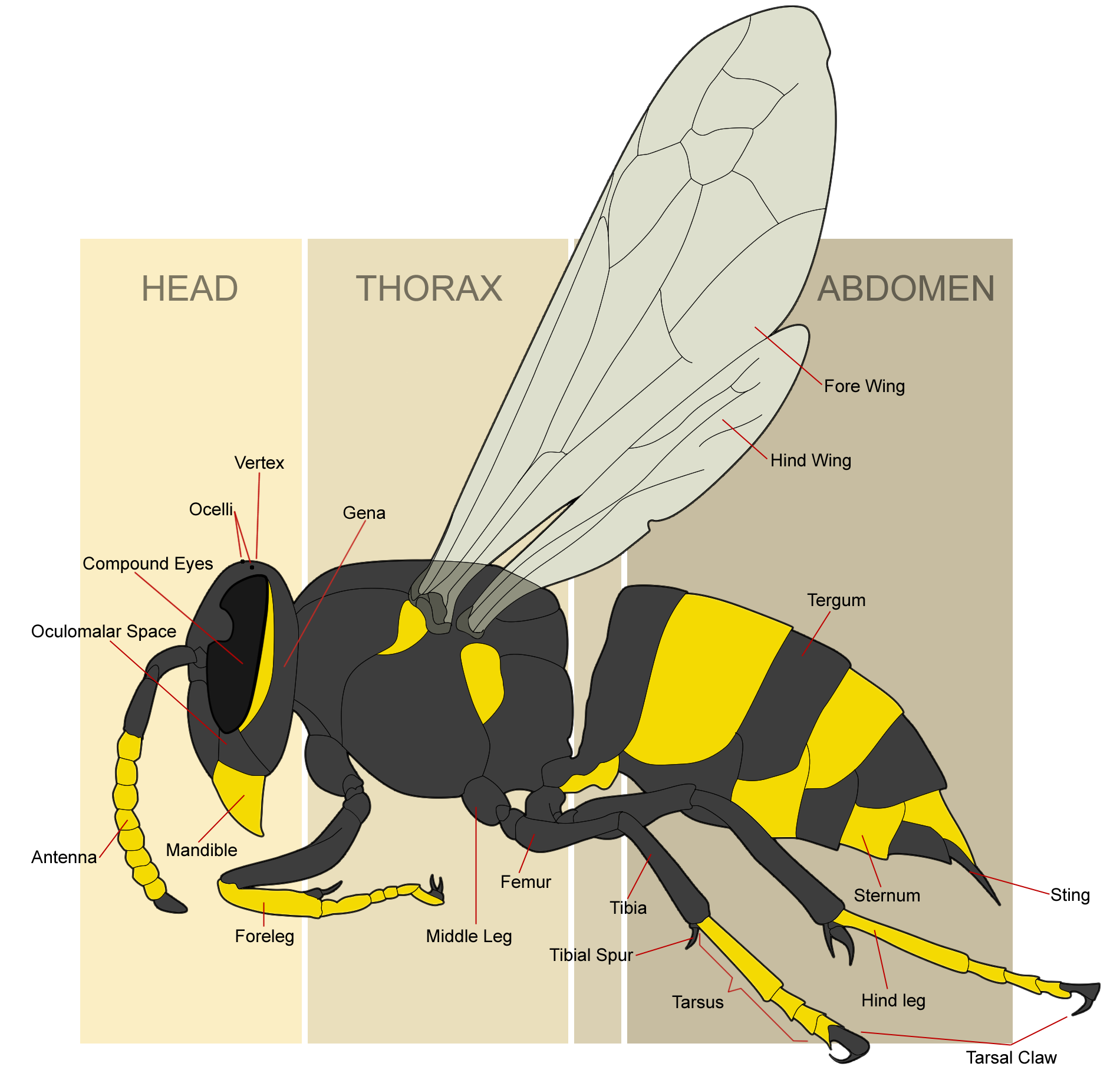
Morfología (observar el espacio óculo-malar)

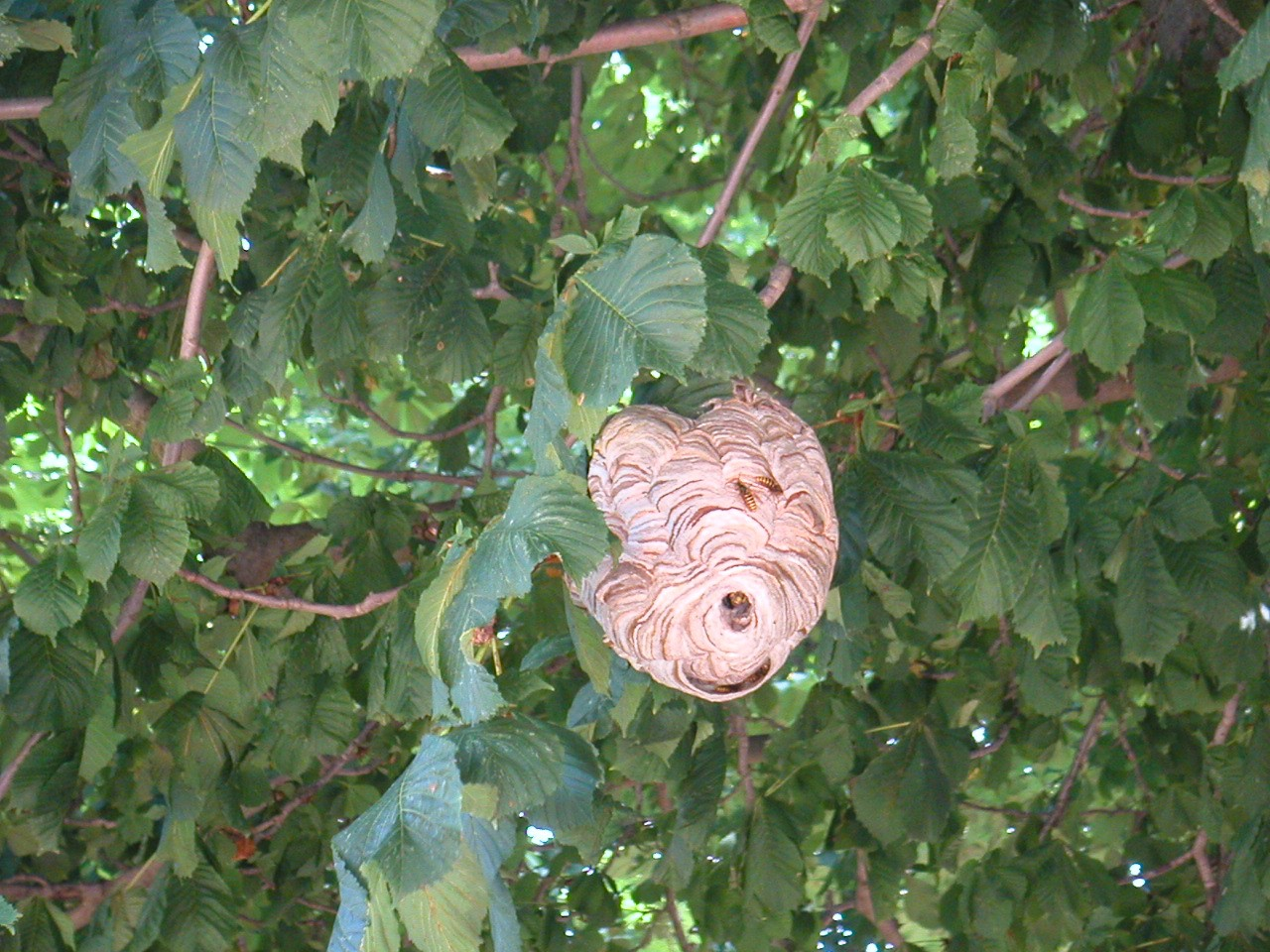
Avispero de D. media.

## Especies
Se reconocen las siguientes especies:
- Chaqueta amarilla parásita, Dolichovespula adulterina (Buysson, 1905)
- Dolichovespula albida (Sladen, 1918)
- Chaqueta amarilla de las Rocosas, Dolichovespula alpicola
- Dolichovespula arenaria
- Dolichovespula arctica Rohwer 1918 (separada de D.adulterina)
- Dolichovespula asiatica Archer, 1981
- Dolichovespula baileyi Archer, 1987
- Dolichovespula carolina (Linnaeus, 1767)
- Dolichovespula flora Archer, 1987
- Dolichovespula intermedia (Birula, 1930)
- Dolichovespula kuami Kim, 1996
- Dolichovespula lama (Buysson, 1903)
- Dolichovespula loekenae (Eck, 1980)
- Dolichovespula maculata (Linnaeus 1763)
- Dolichovespula media (Retzius, 1783)
- Dolichovespula norvegicoides (Sladen, 1918)
- Dolichovespula norwegica (Vikberg, 1986)
- Dolichovespula omissa (Bischoff, 1931)
- Dolichovespula pacifica (Birula, 1930)
- Dolichovespula panda Archer, 1980
- Dolichovespula saxonica (Fabricius, 1793)
- Dolichovespula stigma Lee 1986
- Avispa silvestre, Dolichovespula sylvestris (Scopoli, 1763)
- Dolichovespula xanthicincta Archer, 1980
- Dolichovespula xanthopyga Dong & Wang, 2017